# Wereldkampioenschap voetbal onder 17
Het wereldkampioenschap voetbal onder 17 is sinds 2025 een jaarlijks voetbaltoernooi  tussen wereldwijd door voorrondes geselecteerde landen. De kampioenschappen worden georganiseerd door de wereldvoetbalbond FIFA. Landen kunnen zich voor dit toernooi kwalificeren via jeugdtoernooien, georganiseerd door de zes confederaties die onder de FIFA vallen. Voor Europese deelnemers is dit het EK-17.

## Overzicht toernooien
| Jaar | Gastland                     | Kampioen      | Tweede         | Uitslag               |
| ---- | ---------------------------- | ------------- | -------------- | --------------------- |
| 2029 | Qatar                        | nnb           | nnb            |                       |
| 2028 | Qatar                        | nnb           | nnb            |                       |
| 2027 | Qatar                        | nnb           | nnb            |                       |
| 2026 | Qatar                        | nnb           | nnb            |                       |
| 2025 | Qatar                        | nnb           | nnb            |                       |
| 2023 | Indonesië                    | Duitsland     | Frankrijk      | 2-2, 4-3 na penalty's |
| 2019 | Brazilië                     | Brazilië      | Mexico         | 2-1                   |
| 2017 | India                        | Engeland      | Spanje         | 5-2                   |
| 2015 | Chili                        | Nigeria       | Mali           | 2-0                   |
| 2013 | Verenigde Arabische Emiraten | Nigeria       | Mexico         | 3-0                   |
| 2011 | Mexico                       | Mexico        | Uruguay        | 2-0                   |
| 2009 | Nigeria                      | Zwitserland   | Nigeria        | 1-0                   |
| 2007 | Zuid-Korea                   | Nigeria       | Spanje         | 0-0, 3-0 na penalty's |
| 2005 | Peru                         | Mexico        | Brazilië       | 3-0                   |
| 2003 | Finland                      | Brazilië      | Spanje         | 1-0                   |
| 2001 | Trinidad en Tobago           | Frankrijk     | Nigeria        | 3-0                   |
| 1999 | Nieuw-Zeeland                | Brazilië      | Australië      | 0-0, 8-7 na penalty's |
| 1997 | Egypte                       | Brazilië      | Ghana          | 2-1                   |
| 1995 | Ecuador                      | Ghana         | Brazilië       | 3-2                   |
| 1993 | Japan                        | Nigeria       | Ghana          | 2-1                   |
| 1991 | Italië                       | Ghana         | Spanje         | 1-0                   |
| 1989 | Schotland                    | Saoedi-Arabië | Schotland      | 2-2, 5-4 na penalty's |
| 1987 | Canada                       | Sovjet-Unie   | Nigeria        | 1-1, 4-2 na penalty's |
| 1985 | China                        | Nigeria       | West-Duitsland | 2-0                   |

- Beste  Belgische prestatie: derde in 2015
- Beste  Nederlandse prestatie: derde in 2005

## Ranglijst
| Rang | Land          | Aantal keer kampioen | Aantal keer tweede |
| ---- | ------------- | -------------------- | ------------------ |
| 1    | Nigeria       | 5                    | 3                  |
| 2    | Brazilië      | 3                    | 2                  |
| 3    | Ghana         | 2                    | 2                  |
| 4    | Mexico        | 2                    | 2                  |
| 5    | Duitsland     | 1                    | 1                  |
| 5    | Frankrijk     | 1                    | 1                  |
| 7    | Sovjet-Unie   | 1                    | 0                  |
| 7    | Saoedi-Arabië | 1                    | 0                  |
| 7    | Zwitserland   | 1                    | 0                  |
| 7    | Engeland      | 1                    | 0                  |
| 11   | Spanje        | 0                    | 4                  |
| 12   | Schotland     | 0                    | 1                  |
| 12   | Australië     | 0                    | 1                  |
| 12   | Mali          | 0                    | 1                  |
| 12   | Uruguay       | 0                    | 1                  |

## Persoonlijke prijzen
| Jaar | Gouden Bal (beste speler) | Zilveren Bal (één-na-beste speler) | Gouden Schoen (topscorer)         |
| ---- | ------------------------- | ---------------------------------- | --------------------------------- |
| 2009 | Sani Emmanuel             | Nassim Ben Khalifa                 | Borja Bastón - 7 goals            |
| 2007 | Toni Kroos                | Macauley Chrisantus                | Macauley Chrisantus - 7 goals     |
| 2005 | Anderson                  | Giovani Dos Santos                 | Carlos Vela - 5 goals             |
| 2003 | Cesc Fàbregas             | Evandro                            | Cesc Fàbregas - 5 goals           |
| 2001 | Florent Sinama-Pongolle   |                                    | Florent Sinama-Pongolle - 9 goals |
| 1999 | Landon Donovan            |                                    | Ishmael Addo - 7 goals            |
| 1997 | Sergio Santamaría         |                                    | David Rodríguez - 7 goals         |
| 1995 | Mohammed Al-Kathiri       |                                    | Daniel Allsopp - 5 goals          |
| 1993 | Daniel Addo               |                                    | Wilson Oruma - 6 goals            |
| 1991 | Nii Lamptey               |                                    | Adriano - 4 goals                 |
| 1989 | James Will                |                                    | Fodé Camara - 3 goals             |
| 1987 | Philip Osundo             |                                    | Moussa Traoré - 5 goals           |
| 1985 | William                   |                                    | Marcel Witeczek - 8 goals         |

## Kwalificatie
| Confederatie                                           | Kampioenschap                                  |
| ------------------------------------------------------ | ---------------------------------------------- |
| AFC (Azië)                                             | Aziatisch kampioenschap voetbal onder 17       |
| CAF (Afrika)                                           | Afrikaans kampioenschap voetbal onder 17       |
| CONCACAF (Noord-Amerika, Centraal-Amerika en Caraïben) | CONCACAF-kampioenschap voetbal onder 17        |
| CONMEBOL (Zuid-Amerika)                                | Zuid-Amerikaans kampioenschap voetbal onder 17 |
| OFC (Oceanië)                                          | Oceanisch kampioenschap voetbal onder 16       |
| UEFA (Europa)                                          | Europees kampioenschap voetbal mannen onder 17 |